# Ил Казоне (Гросето)
Ил Казоне (итал. Il Casone) је насеље у Италији у округу Гросето, региону Тоскана.
Према процени из 2011. у насељу је живело 130 становника. Насеље се налази на надморској висини од 529 м.